# 셀니차오브드라비

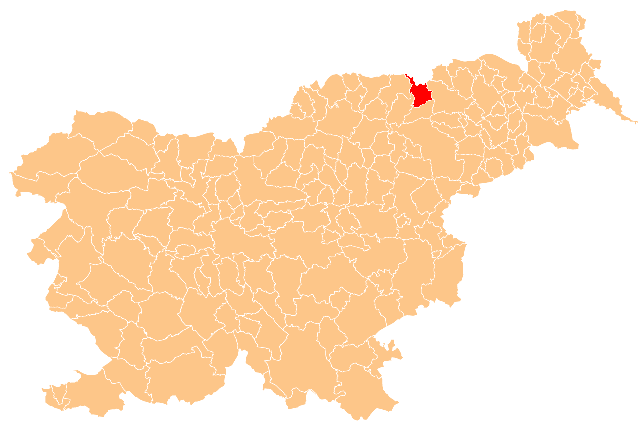
셀니차오브드라비의 위치

셀니차오브드라비(슬로베니아어: Selnica ob Dravi, 독일어: Zellnitz 첼니츠[*])는 슬로베니아의 도시로 면적은 64.5km2, 높이는 314m, 인구는 4,587명(2002년 기준), 인구 밀도는 71.1명/km2이다.